# Григорьев, Дмитрий Викторович
Дми́трий Ви́кторович Григо́рьев (6 ноября 1978, деревня Захарино Новосокольнического района  Псковской области России — 1 марта 2000, высота 776, Шатойский район, Чечня, Россия) — гвардии сержант контрактной службы в составе 4-й парашютно-десантной роты 104-го гвардейского Краснознамённого парашютно-десантного полка 76-й гвардейской воздушно-десантной Черниговской Краснознамённой дивизии. Герой Российской Федерации (2000, посмертно).

## Биография
Родился 6 ноября 1978 года в деревне Захарино Новосокольнического района Псковской области. Окончил среднюю школу в городе Новосокольники, один год учился в техникуме посёлка Наумово, затем призван на службу в армию. После службы пошёл по контракту служить в Псковскую воздушно-десантную дивизию. В составе 6-й роты погиб в Аргунском ущелье 1 марта 2000 года. Звание Героя России присвоено посмертно.